# Divisione Regionale 1 (pallacanestro maschile)
La Divisione Regionale 1 rappresenta il 6º livello cestistico nazionale nato a seguito della riforma dei campionati di pallacanestro del 2023 assumendo dal 15 luglio 2023 l'attuale denominazione e sostituendo la Serie D. Il campionato è gestito direttamente da 16 dei 19 comitati regionali della Federazione Italiana Pallacanestro (fanno eccezione Basilicata, Molise e Trentino-Alto Adige) per un totale di 33 gironi organizzati.

## Formato
Non c'è una formula comune a tutti i campionati, perché sono gestiti in maniera differente da ogni regione. In generale, si segue lo schema dei gironi all'italiana che si concludono con i play-off e i play-out. Le squadre promosse vengono ammesse in Serie C, mentre, le formazioni retrocesse l'anno seguente disputeranno il campionato Divisione Regionale 2 in base alla propria regione d'appartenenza.

## Storia
Alla fine degli anni ottanta, la Serie D era gestita dalla Lega Nazionale Pallacanestro. La Serie D regionale dal 2016/17 è diventato il sesto livello del campionato italiano maschile di pallacanestro. Dal 15 luglio 2023, la Serie D cambia denominazione in Divisione Regionale 1.

## Campionati regionali disputati
| Regione                  | Gironi presenti       | Gironi presenti       | Gironi presenti       | Gironi presenti       | Gironi presenti          | Gironi presenti          | Gironi presenti          | Gironi presenti          | Gironi presenti         | Gironi presenti         | Gironi presenti         | Gironi presenti         |
| ------------------------ | --------------------- | --------------------- | --------------------- | --------------------- | ------------------------ | ------------------------ | ------------------------ | ------------------------ | ----------------------- | ----------------------- | ----------------------- | ----------------------- |
| Abruzzo                  | Unico 10 squadre      | Unico 10 squadre      | Unico 10 squadre      | Unico 10 squadre      | Unico 10 squadre         | Unico 10 squadre         | Unico 10 squadre         | Unico 10 squadre         | Unico 10 squadre        | Unico 10 squadre        | Unico 10 squadre        | Unico 10 squadre        |
| Calabria                 | Unico 9 squadre       | Unico 9 squadre       | Unico 9 squadre       | Unico 9 squadre       | Unico 9 squadre          | Unico 9 squadre          | Unico 9 squadre          | Unico 9 squadre          | Unico 9 squadre         | Unico 9 squadre         | Unico 9 squadre         | Unico 9 squadre         |
| Campania                 | Girone A 18 squadre   | Girone A 18 squadre   | Girone A 18 squadre   | Girone A 18 squadre   | Girone A 18 squadre      | Girone A 18 squadre      | Girone B 17 squadre      | Girone B 17 squadre      | Girone B 17 squadre     | Girone B 17 squadre     | Girone B 17 squadre     | Girone B 17 squadre     |
| Emilia-Romagna           | Girone A 11 squadre   | Girone A 11 squadre   | Girone A 11 squadre   | Girone A 11 squadre   | Girone B 11 squadre      | Girone B 11 squadre      | Girone B 11 squadre      | Girone B 11 squadre      | Girone C 11 squadre     | Girone C 11 squadre     | Girone C 11 squadre     | Girone C 11 squadre     |
| Friuli-Venezia Giulia    | Girone A 12 squadre   | Girone A 12 squadre   | Girone A 12 squadre   | Girone A 12 squadre   | Girone A 12 squadre      | Girone A 12 squadre      | Girone B 12 squadre      | Girone B 12 squadre      | Girone B 12 squadre     | Girone B 12 squadre     | Girone B 12 squadre     | Girone B 12 squadre     |
| Lazio                    | Girone A 10 squadre   | Girone A 10 squadre   | Girone A 10 squadre   | Girone B 10 squadre   | Girone B 10 squadre      | Girone B 10 squadre      | Girone C 9 squadre       | Girone C 9 squadre       | Girone C 9 squadre      | Girone D 9 squadre      | Girone D 9 squadre      | Girone D 9 squadre      |
| Liguria                  | Unico 12 squadre      | Unico 12 squadre      | Unico 12 squadre      | Unico 12 squadre      | Unico 12 squadre         | Unico 12 squadre         | Unico 12 squadre         | Unico 12 squadre         | Unico 12 squadre        | Unico 12 squadre        | Unico 12 squadre        | Unico 12 squadre        |
| Lombardia                | Girone A 14 squadre   | Girone A 14 squadre   | Girone A 14 squadre   | Girone B 14 squadre   | Girone B 14 squadre      | Girone B 14 squadre      | Girone C 14 squadre      | Girone C 14 squadre      | Girone C 14 squadre     | Girone D 14 squadre     | Girone D 14 squadre     | Girone D 14 squadre     |
| Marche                   | Girone A 11 squadre   | Girone A 11 squadre   | Girone A 11 squadre   | Girone A 11 squadre   | Girone A 11 squadre      | Girone A 11 squadre      | Girone B 12 squadre      | Girone B 12 squadre      | Girone B 12 squadre     | Girone B 12 squadre     | Girone B 12 squadre     | Girone B 12 squadre     |
| Piemonte - Valle d'Aosta | Girone A 18 squadre   | Girone A 18 squadre   | Girone A 18 squadre   | Girone A 18 squadre   | Girone A 18 squadre      | Girone A 18 squadre      | Girone B 18 squadre      | Girone B 18 squadre      | Girone B 18 squadre     | Girone B 18 squadre     | Girone B 18 squadre     | Girone B 18 squadre     |
| Puglia                   | Girone A 12 squadre   | Girone A 12 squadre   | Girone A 12 squadre   | Girone A 12 squadre   | Girone A 12 squadre      | Girone A 12 squadre      | Girone B 12 squadre      | Girone B 12 squadre      | Girone B 12 squadre     | Girone B 12 squadre     | Girone B 12 squadre     | Girone B 12 squadre     |
| Sardegna                 | Unico 7 squadre       | Unico 7 squadre       | Unico 7 squadre       | Unico 7 squadre       | Unico 7 squadre          | Unico 7 squadre          | Unico 7 squadre          | Unico 7 squadre          | Unico 7 squadre         | Unico 7 squadre         | Unico 7 squadre         | Unico 7 squadre         |
| Sicilia                  | Girone Est 11 squadre | Girone Est 11 squadre | Girone Est 11 squadre | Girone Est 11 squadre | Girone Est 11 squadre    | Girone Est 11 squadre    | Girone Ovest 9 squadre   | Girone Ovest 9 squadre   | Girone Ovest 9 squadre  | Girone Ovest 9 squadre  | Girone Ovest 9 squadre  | Girone Ovest 9 squadre  |
| Toscana                  | Girone A 16 squadre   | Girone A 16 squadre   | Girone A 16 squadre   | Girone A 16 squadre   | Girone A 16 squadre      | Girone A 16 squadre      | Girone B 16 squadre      | Girone B 16 squadre      | Girone B 16 squadre     | Girone B 16 squadre     | Girone B 16 squadre     | Girone B 16 squadre     |
| Umbria                   | Unico 13 squadre      | Unico 13 squadre      | Unico 13 squadre      | Unico 13 squadre      | Unico 13 squadre         | Unico 13 squadre         | Unico 13 squadre         | Unico 13 squadre         | Unico 13 squadre        | Unico 13 squadre        | Unico 13 squadre        | Unico 13 squadre        |
| Veneto                   | Girone Est 13 squadre | Girone Est 13 squadre | Girone Est 13 squadre | Girone Est 13 squadre | Girone Centro 13 squadre | Girone Centro 13 squadre | Girone Centro 13 squadre | Girone Centro 13 squadre | Girone Ovest 13 squadre | Girone Ovest 13 squadre | Girone Ovest 13 squadre | Girone Ovest 13 squadre |

## Albo d'oro per Regione
Abruzzo 

Albo promozioni dei campionati FIP organizzati dal Comitato regionale dell'Abruzzo
- 2023-2024 ·  Alba Basket
- 2024-2025 · Nuovo Pineto Basket
- 2025-2026 · Da assegnare

 Calabria 

Albo promozioni dei campionati FIP organizzati dal Comitato regionale della Calabria
- 2023-2024 ·  Pollino Basket Castrovillari
- 2024-2025 ·  Cestistica Gioiese[3]
- 2025-2026 · Da assegnare

 Campania 

Albo promozioni dei campionati FIP organizzati dal Comitato regionale della Campania
- 2023-2024 ·  Virtus Basket Pozzuoli; Casal di Principe Basket Club; Polisportiva Basket Agropoli
- 2024-2025 ·  SLZ Basket Solofra; Basket Mugnano
- 2025-2026 · Da assegnare

 Emilia-Romagna 

Albo promozioni dei campionati FIP organizzati dal Comitato regionale dell'Emilia Romagna
- 2023-2024 ·  Scuola Pallacanestro Vignola; Cestistica Argenta
- 2024-2025 ·  Despar 4 Torri; Modena basket
- 2025-2026 · Da assegnare

 Friuli-Venezia Giulia 

Albo promozioni dei campionati FIP organizzati dal Comitato regionale dell'Friuli-Venezia Giulia
- 2023-2024 ·  Basket Neonis Vallenoncello
- 2024-2025 ·  KK Bor Trst-Trieste; Collinare Fagagna
- 2025-2026 · Da assegnare

 Lazio 

Albo promozioni dei campionati FIP organizzati dal Comitato regionale del Lazio
- 2023-2024 ·  Borgo Don Bosco Basket; Bracciano Basket
- 2024-2025 ·  Basket San Cesareo; Petriana Roma; Fortitudo Cisterna
- 2025-2026 · Da assegnare

 Liguria 

Albo promozioni dei campionati FIP organizzati dal Comitato regionale della Liguria
- 2023-2024 ·  Gino Landini Basket Lerici
- 2024-2025 ·  Aurora Basket Chiavari
- 2025-2026 · Da assegnare

 Lombardia 

Albo promozioni dei campionati FIP organizzati dal Comitato regionale dell'Lombardia
- 2023-2024 ·  New Basket Pisogne; Ebro Basket Milano
- 2024-2025 ·  Polisportiva Rondinella Basket; Robur et Fides Varese; Pellico Verolanuova; CarpeDiem Calolziocorte
- 2025-2026 · Da assegnare

 Marche 

Albo promozioni dei campionati FIP organizzati dal Comitato regionale delle Marche
- 2023-2024 · Giovane Robur Osimo
- 2024-2025 ·  Pallacanestro Pedaso; Pesaro Basket
- 2025-2026 · Da assegnare

 Piemonte -  Valle d'Aosta 

Albo promozioni dei campionati FIP organizzati dal Comitato regionale del Piemonte
- 2023-2024 ·  Granda College Cuneo
- 2024-2025 ·  Torino Teen Basket; Basket Lettera 22 Ivrea
- 2025-2026 · Da assegnare

 Puglia 

Albo promozioni dei campionati FIP organizzati dal Comitato regionale della Puglia
- 2023-2024 ·  Fortitudo Trani; CUS Foggia
- 2024-2025 ·  Messapica Basket Ceglie; Mens Sana Mesagne
- 2025-2026 · Da assegnare

 Sardegna 

Albo promozioni dei campionati FIP organizzati dal Comitato regionale della Sardegna
- 2023-2024 ·  Basket Coral 93 Alghero
- 2024-2025 ·  Aurea Sassari
- 2025-2026 · Da assegnare

 Sicilia 

Albo promozioni dei campionati FIP organizzati dal Comitato regionale della Sicilia
- 2023-2024 ·  Capo Asd;  Siracusa Basket
- 2024-2025 ·  Virtus Trapani; PGS Sales Catania
- 2025-2026 · Da assegnare

 Toscana 

Albo promozioni dei campionati FIP organizzati dal Comitato regionale della Toscana
- 2023-2024 ·  GEA Basketball Grosseto
- 2024-2025 ·  Basket Sei Rose Rosignano; Virtus Certaldo
- 2025-2026 · Da assegnare

 Trentino-Alto Adige 

Albo promozioni dei campionati FIP organizzati dal Comitato regionale dell'Trentino-Alto Adige
- 2023-2024 ·  Valsugana Basket
- 2024-2025 ·   -[4]

 Umbria 

Albo promozioni dei campionati FIP organizzati dal Comitato regionale dell'Umbria
- 2023-2024 ·  Basket Gubbio
- 2024-2025 ·  Virtus Bastia
- 2025-2026 · Da assegnare

 Veneto 

Albo promozioni dei campionati FIP organizzati dal Comitato regionale del Veneto
- 2023-2024 ·  Basket Pergine
- 2024-2025 ·  Basket Marostica; Pallacanestro Mestrino; JBR Basket Rovereto
- 2025-2026 · Da assegnare